# Gnathotitan
Gnathotitan ist eine Gattung aus der ausgestorbenen Familie der Brontotherien, urtümlichen Angehörigen der Unpaarhufer. Innerhalb der Brontotherien war Gnathotherium einer der größten Vertreter, ist aber nur durch wenige Fossilien bekannt. Charakteristisch war vor allem sein massiver Unterkiefer, der ihn von allen anderen Brontotherien unterscheidet. Gnathotitan lebte im Mittleren Eozän vor 46,5 bis 41,1 Millionen Jahren im östlichen Asien. Die einzige anerkannte Art innerhalb der Gattung ist Gnathotitan berkeyi.

## Merkmale
Gnathotitan war einer der größten Vertreter der Brontotherien und erreichte eine vergleichbare Größe wie Embolotherium und Megacerops, allerdings ist die Gattung nur über Schädel- und Gebissfunde nachgewiesen. Der Schädel wird dabei von zwei Oberkieferfragmenten repräsentiert, die nur wenige Merkmale erkennen lassen; ob die Gattung über knöcherne Hornbildungen verfügte, ist unbekannt. Der Naseninnenraum ragte dabei wenigstens bis zum zweiten Prämolaren, ist aber nicht vollständig erhalten. Die Orbita lag oberhalb des zweiten Molaren, eine Position vergleichbar zu Embolotherium, aber weiter hinten als bei Megacerops. Der Unterkiefer von Gnathotitan mit einer Länge von 80,5 cm ist der bisher größte, der bei einem Vertreter der Brontotherien entdeckt wurde. Er war äußerst massiv gestaltet mit einem bis zu 21,5 cm hohen Knochenkörper und einer schmalen, aber sehr langgestreckten sowie spatelförmigen Symphyse. Vor allem die Höhe des Unterkiefers ist untypisch für Brontotherien. Das Gebiss ist nicht vollständig bekannt, die oberen Schneidezähne sind bisher nicht überliefert. Im Unterkiefer befanden sich je drei Schneidezähne pro Kieferbogen, die sehr groß und löffelförmig waren. Der im Ober- und Unterkiefer erhaltene Eckzahn war in seiner Größe variabel, immer aber konisch gestaltet. Das zur hinteren Bezahnung bestehende Diastema erreichte eine Länge von gut 4,8 cm. Die Backenzähne, die sich aus vier Prämolaren und drei Molaren je Kieferast zusammensetzen, waren sehr langgestreckt und niederkronig (brachyodont); vor allem die Molaren hatten teils enorme Ausmaße, der letzte konnte bis zu 11 cm lang werden.
Form und Größe des Unterkiefers bei Gnathotitan sind einzigartig bei den Brontotherien. Ob diese Gattung aber auch die Form mit der größten Körpergröße repräsentierte, ist nicht sicher: Weist die gesamte Kaufläche von Gnathotitan (gemessen vom ersten Prämolaren bis zum letzten Molaren) eine Länge von knapp 36 cm auf, so werden bei Aktautitan, einem mitteleozänen Vertreter aus dem heutigen Kasachstan sogar 39 cm erreicht. Megacerops besaß ebenfalls eine Länge von bis zu 39 cm, bei Embolotherium beträgt diese nur 33 cm. Allerdings sind Größe und Form der Backenzähne aufgrund ihrer starken Variabilität zu ungenau für exakte Körpergrößenbestimmungen. Aufgrund unterschiedlicher Größenvariablen sind daher mehrere Gattungen nachgewiesen, die um den „Titel“ des größten bekannten Vertreters der Brontotherien konkurrieren.

## Fossilfunde
Gnathotitan ist lediglich aus sieben Fossilfunden bekannt, von denen zwei wieder verloren gingen. Alle kamen 1922 und 1923 während der Third Asiatic Expedition of the American Museum of Natural History zu Tage. Geleitet wurde diese Expedition von Walter W. Granger und William King Gregory. Alle Funde stammen aus zwei Lokalitäten innerhalb der Irdin-Manha-Formation in der Inneren Mongolei, welche dem Mittleren Eozän zugewiesen wird. Die heute verbliebenen fünf Funde (zwei Oberkiefer- und drei Unterkieferfragmente) befinden sich im American Museum of Natural History in New York. Zwei Funde wurden 1928 von Henry Fairfield Osborn zum Chinese Geological Survey gesendet, gingen aber verloren.

## Paläobiologie
Obwohl nur wenige Funde vorliegen, ist anhand der Unterkieferreste offenbar ein Sexualdimorphismus nachweisbar: Männliche Tiere sind dabei wohl durch deutlich größere Eckzähne gekennzeichnet, welche die Schneidezähne merklich an Höhe übertreffen. Weibliche Tiere besaßen demnach kleinere und weniger voluminöse Eckzähne.

## Systematik
Gnathotitan ist eine Gattung aus der Familie der Brontotheriidae (ursprünglich Titanotheriidae), einer ausgestorbenen Säugergruppe aus der Gruppe der Unpaarhufer. Aufgrund des Zahnbaus wird die Familie als entfernter Verwandter der heutigen Pferde angesehen. Innerhalb der Brontotheriidae wurde Gnathotitan zur Unterfamilie der Brontotheriinae und zur Zwischentribus der Embolotheriita gestellt. In früheren Analysen war Gnathotitan Teil der zuerst von Granger und Gregory eingeführten Unterfamilie der Epimanteoceratinae. Die Zwischentribus der Embolotheriita bildete dagegen ursprünglich eine eigene Unterfamilie, die Embolotheriinae, welche Henry Fairfield Osborn 1929 einzig für Embolotherium eingeführt hatte. Im Jahr 2008 verschob Matthew C. Mihlbachler diese jedoch auf die Ebene der Zwischentribus. Heute umfassen die Embolotheriita mit Aktautitan, Metatitan und Embolotherium weitere, zumeist asiatisch verbreitete Gattungen und stehen der Zwischentribus der Brontotheriita mit Megacerops als Schwestergruppe gegenüber.
Die wenigen Funde wies Henry Fairfield Osborn in seiner Bearbeitung der Funde der Third Asiatic Expedition of the American Museum of Natural History 1925 der Gattung Telmatherium zu, deren Vertreter eigentlich wesentlich kleiner und weitgehend nur in Nordamerika nachweisbar sind, der aber im Laufe der Forschungsgeschichte zahlreiche Fossilien mit heute eigenständigem taxonomischen Status eingegliedert wurden. Granger und Gregory korrigierten dies 1943 und etablierten die Gattung Gnathotitan. Sie gaben dabei zwar keinen etymologischen Ursprung des Namens an, doch setzt dieser sich aus den griechischen Wörtern γνάθος (gnáthos „Kiefer“) und Τιτάν (Titán „Titan“ oder „Riese“) zusammen. Einzige anerkannte Art ist Gnathotitan berkeyi, wobei der Artnamenzusatz berkeyi den hauptverantwortlichen Geologen der Expedition von 1922 und 1923, Charles P. Berkey, ehrt, welcher die ersten Brontotherien-Fossilien entdeckt hatte. Als Holotyp gab Osborn einen Unter- und Oberkiefer mit der Exemplarnummer AMNH 20106 an. Heute wird nur der Unterkiefer, der bis auf die fehlenden Schneidezähne vollständig ist, als Lectotyp anerkannt, während der Oberkiefer aufgrund abweichender metrischer Werte an den Zähnen ein weiteres Individuum repräsentieren muss und daher eine neue Fundnummer bekam.